# Brookville (Pennsylvania)
Brookville település az Amerikai Egyesült Államok Pennsylvania államában, Jefferson megyében, melynek megyeszékhelye is. Lakosainak száma 3995 fő (2020. április 1.).

## Népesség
A település népességének változása:

| 2010 | 3 924 |
| 2020 | 3 995 |